# Minuartia meyeri
Minuartia meyeri là loài thực vật có hoa thuộc họ Cẩm chướng. Loài này được (Boiss.) Bornm. mô tả khoa học đầu tiên năm 1910.